# Агуа-Фрия (Баия)
Агуа-Фрия (порт. Água Fria)  —  муниципалитет в Бразилии, входит в штат Баия. Составная часть мезорегиона Северо-центральная часть штата Баия. Входит в экономико-статистический микрорегион Фейра-ди-Сантана. Население составляет 15 136 человек на 2006 год. Занимает площадь 643,180 км². Плотность населения — 23,5 чел./км².

## Статистика
- Валовой внутренний продукт на 2003 год составляет 24 617 337,00 реалов (данные: Бразильский институт географии и статистики).
- Валовой внутренний продукт на душу населения на 2003 год составляет 1647,31 реалов (данные: Бразильский институт географии и статистики).
- Индекс развития человеческого потенциала на 2000 год составляет 0,572 (данные: Программа развития ООН).